# Ebrahim Buzhu
Ebrahim Buzhu, né le 4 décembre 1969 à Utrecht (Pays-Bas) et assassiné le 15 janvier 2022 à Cadix (Espagne), est un trafiquant de cocaïne néerlandais d'origine marocaine actif dans le conflit Mocro-oorlog.
Figurant sur la liste noire de Ridouan Taghi, Ebrahim Buzhu quitte les Pays-Bas en fin 2016 pour un pays à l'étranger. Le 15 janvier 2022, il est abattu à Cadix en Espagne.

## Biographie

### Enfance (1969-1990)
Le père de Ebrahim Buzhu émigre aux Pays-Bas dans les années 1950, en provenance de Melilla pour travailler dans les mines néerlandaises. Sa mère rejoint plus tard le mari. Le couple s'installe à Utrecht et fonde une famille. Son père ouvre à Amsterdam, la première boucherie halal des Pays-Bas. Mohammed Nouri (père du footballeur Abdelhak Nouri) est le copropriétaire. Avec cette entreprise, la famille Buzhu de huit enfants s'en sort financièrement sans problèmes. 
Ebrahim Buzhu naît le 4 décembre 1969 à Utrecht. Lors de son enfance, Ebrahim travaille souvent à la boucherie et a un avenir tracé à succéder son père dans la boucherie, d'où son surnom 'De Slager' (en français : le boucher). Comme prévu, Ebrahim succède son père qui décède, lorsqu'il a seulement dix-sept ans. Lors de cette époque, Ebrahim fait face à une immigration massive de Marocains qui s'installent aux Pays-Bas, mais qui sombrent en même temps dans un milieu criminel dans la ville d'Utrecht. L'un d'entre eux est Bagdad El H. (surnommé 'Le Grand Bagdad'). En manque de présence paternelle en fin d'adolescence, Ebrahim suit les traces de ses amis criminels et y met un pied définitif.

### Approche avec la Mocro Maffia (1990-2008)
Dans sa vie hors criminelle, Ebrahim Buzhu camoufle sa richesse en faisant croire qu'il s'agit de l'argent qu'il gagne grâce à de l'investissement immobilier. Il forme rapidement son cercle criminel en intégrant dans ses rangs des hommes yougoslaves. Dans le circuit criminel, il se fait une réputation d'homme dangereux et toujours menaçant quand il s'agit d'être remboursé.
Dans les années 1990, le nom d'Ebrahim Buzhu apparaît pour la première fois au sein de la justice néerlandaise. Sa famille découvre à ce moment, la provenance financière du gentil garçon de famille. Il est condamné pour possession d'armes à feu et de participation à de la torture. Une chose que les autorités ignorent encore, c'est ses importations de grande quantité de haschich en provenance du Maroc.

### Mocro-oorlog (2008-2022)
Le 24 juin 2015, un ami d'Ebrahim se rend à la police de Driebergen et raconte qu'il a trouvé une balise de localisation sous son véhicule. La police estime que son ami est suivi par un groupe de criminels, avec l'intention d'une liquidation. Quelques jours plus tard, le samedi 27 juin, son ami retourne au poste de police, accompagné de Buzhu, et raconte que le problème est bien plus grand que ça. Ebrahim raconte qu'il serait suivi par un groupe de criminels pour une affaire qui date du 8 septembre 2009, lorsque Saïd Faggous, un propriétaire du coffee-shop GoedGoed d'Amsterdam, fut kidnappé. La police, en manque de preuves, classe le dossier sans suites.
Quelques jours plus tard, Ebrahim Buzhu retourne au poste de police et porte plainte contre Ridouan Taghi et son bras droit Saïd Razzouki pour menaces de mort. Il déclare également que Ridouan Taghi serait un grand parrain de la cocaïne aux Pays-Bas et qu'il serait actuellement caché dans un endroit en Belgique. Dans les semaines qui suivent, il est de nouveau entendu, avec l'absence d'un avocat. Lorsqu'il est entendu pour la première fois, la police démontre à Ebrahim Buzhu des photos de criminels actifs dans le milieu criminel à Utrecht. Ebrahim Buzhu lance alors de multiples déclarations  sur plusieurs des criminels qu'il reconnait. Lorsqu'il est entendu pour la troisième fois, il déclare à la police avoir du mal à dormir le soir, par le fait qu'il est régulièrement suivi par des inconnus et qu'ils veulent sa peau. Il décrit également "trois Surinamais ou Antillais" qu'il aurait aperçu à sa poursuite, dont un, originaire de Nieuwegein et qui travaillerait pour Ridouan Taghi en tant que tueur à gages, ayant abattu quelques mois auparavant Jaouad W. à Fuengirola. Ses déclarations ont donné naissance à l'enquête 26Koper.
À côté des noms tels que Ridouan Taghi ou Saïd Razzouki, Ebrahim Buzhu fait également des déclarations sur son ancien ami Bagdad El H.. Ce dernier déclare à la police qu'Ebrahim raconte des mensonges.
Peu de temps après, Ebrahim Buzhu raconte à son entourage regretter son action d'avoir porté plainte et que la police lui ait joué un mauvais tour, après que le fait d'avoir parlé à la police, ait été relayé par la presse. Quant à la police, elle explique que Buzhu n'a signé aucun contrat de convention sur quelconque loi du silence.
Le 17 avril 2016, Samir Erraghib, le voisin et ami d'Ebrahim Buzhu, également actif dans le trafic international de cocaïne, est abattu à quelques rues du domicile des parents d'Ebrahim.
Le 29 mai 2016, Bagdad El H. et Ranko Scekic marchent saouls dans le quartier de Kanaleneiland à Utrecht. Des tueurs à gages de Ridouan Taghi rodent dans le quartier, cherchant à commettre un double assassinat pour leur alliance avec Ebrahim Buzhu. Des messages PGP déchiffrés par les autorités néerlandaises révèlent que les tueurs à gages ont annulé l'assassinat en raison des nombreuses patrouilles de police présentes dans le quartier.
Le 22 juin 2016, Ranko Scekic est abattu à Utrecht. La justice estime que l'homme aurait été abattu pour avoir été un très bon ami d'Ebrahim Buzhu. Dans le procès Marengo, Ebrahim Buzhu est confronté à une affaire qui déduit qu'il aurait planifié avec son groupe, le kidnapping du bras droit de Taghi, Saïd Razzouki, et que ce serait la raison de l'assassinat de Ranko Scekic, chose que Buzhu ne reconnait pas. Parmi la liste noire de Ridouan Taghi, deux noms proches d'Ebrahim Buzhu y figurent également, ceux des frères Mohamed et Abdelhamid El M..
Après cet assassinat, à la suite de nombreuses tentatives d'assassinats, il quitte les Pays-Bas pour s'installer en Espagne. De retour aux Pays-Bas en décembre 2021, le 10 janvier 2022, il loue une voiture et retourne en Espagne, accompagné d'un homme de confiance. Ebrahim Buzhu n'a pas pu prendre l'avion à la suite d'un test de coronavirus positif.

### Assassinat
Le 15 janvier 2022, il est abattu d'une balle à la tête sur la route de Chiclana de la Frontera dans la région de Cadix en Espagne, avant d'être mis dans le coffre d'une voiture que les tueurs à gages mettront en feu. Son corps est remarqué par une passante dans le quartier Pago del Humo, qui a directement alerté la Garde civile,,. La police espagnole estime que le corps de Bouzhou a gravement été torturé avant qu'il ne soit abattu. Elle estime également qu'Ebrahim Buzhu aurait été kidnappé.

### Ouvrages
Cette bibliographie est indicative.
 : document utilisé comme source pour la rédaction de cet article.
- (nl) Wouter Laumans, Wraak, Overamstel Uitgevers, 2019 (ISBN 978-90-488-3621-5)

 : document utilisé comme source pour la rédaction de cet article.
- (nl) Marijn Schrijver, Mocro Maffia, Lebowskipublishers, 2015, 256 p. (ISBN 978-90-488-2803-6)